# Морроу, Джастин
Джа́стин Мо́рроу (англ. Justin Morrow; 4 октября 1987, Кливленд, Огайо, США) — американский футболист, левый защитник. Выступал за сборную США.

## Карьера

### Молодёжная карьера
Между 2006 и 2009 годами Морроу обучался в Университете Нотр-Дам, где кроме того выступал за университетскую футбольную команду в Национальной ассоциации студенческого спорта. Во время перерывов в занятиях он также играл за клубы из Premier Development League, четвёртого дивизиона: «Индиана Инвейдерс» в 2007 году, «Кливленд Интернэшнлс» в 2008 году и молодёжный состав «Чикаго Файр», которому в 2009 году помог дойти до национального финала.

### Клубная карьера
На Супердрафте MLS 2010 Морроу был выбран во втором раунде под общим 28-м номером клубом «Сан-Хосе Эртквейкс». Его профессиональный дебют, ознаменовавшийся также его первым забитым голом, состоялся 14 апреля 2010 года в матче Открытого кубка США против «Реал Солт-Лейк». Его первый выход на поле в матче MLS состоялся 1 мая 2010 года во встрече против «Колорадо Рэпидз». В сентябре 2010 года Морроу для получения игровой практики был отдан в аренду в клуб второго дивизиона «Тампа-Бэй». После месячной аренды он вернулся в «Сан-Хосе», однако в июле 2011 года был вновь отдан в краткосрочную аренду в «Тампа-Бэй». Немногим позднее возвращения из второй аренды Морроу, до этого проведший за «Эртквейкс» только один полный матч и трижды выходивший на замену, стал твёрдым игроком стартового состава команды, отыграв восемь последних матчей сезона без замен. Последующие два сезона он провёл чередуя выступления на позициях в центре и на краю обороны. В сезоне 2012 Морроу участвовал в Матче всех звёзд MLS против английского «Челси», будучи неожиданно заявленным в состав сборной лиги в последний момент вместо травмировавшегося Хита Пирса. Всего в основной части того сезона он отыграл 33 из 34-х матчей без замен и внёс свой вклад в завоевание титула победителя регулярного чемпионата.
По окончании сезона 2013 Морроу был обменян в «Торонто» на распределительные средства. За «красных» он дебютировал в матче первого тура сезона 2014 против «Сиэтл Саундерс» 15 марта. Свой первый гол за канадский клуб он забил 30 мая 2015 года в ворота своей бывшей команды «Сан-Хосе Эртквейкс». 30 ноября 2015 года Морроу подписал новый многолетний контракт с «Торонто». В матче за Кубок MLS сезона 2016, в котором «Торонто» противостоял «Сиэтл Саундерс», он не сумел реализовать свой удар в серии послематчевых пенальти, что стоило «красным» чемпионства. 12 августа 2017 года в матче против «Портленд Тимберс» сделал дубль, за что был назван игроком недели в MLS. 30 сентября 2017 года в матче против «Нью-Йорк Ред Буллз» оформил хет-трик, и ещё раз удостоился звания игрока недели. По итогам сезона MLS 2017 Морроу номинировался на звание защитника года и был включён в символическую сборную года, «Торонто» при его участии снова пробился в финал сезона, где, вновь схлестнувшись с «Сиэтл Саундерс», смог взять реванш за прошлогоднее поражение и завоевать титул чемпионов лиги. 28 февраля 2018 года Морроу продлил контракт с «Торонто» на несколько лет. По окончании сезона 2020 контракт Морроу с «Торонто» истёк, но 23 февраля 2021 года клуб переподписал игрока на сезон 2021. 16 сентября 2021 года Морроу объявил о завершении футбольной карьеры после окончания сезона 2021. Свой прощальный матч он сыграл 7 ноября 2021 года в заключительном туре регулярной части сезона против «Ди Си Юнайтед».

### Международная карьера
За сборную США Морроу дебютировал 29 января 2013 года в товарищеской игре со сборной Канады. В марте того же года он вызывался на матчи квалификации к чемпионату мира 2014 со сборными Коста-Рики и Мексики, однако в обоих матчах оставался на скамейке запасных. 25 июня 2017 года Морроу был включён в заявку сборной США на Золотой кубок КОНКАКАФ 2017.

## Статистика

### Клубная
| Выступление        | Выступление      | Выступление      | Лига | Лига | Плей-офф | Плей-офф | Кубок | Кубок | ЛЧ КОНКАКАФ | ЛЧ КОНКАКАФ | Итого | Итого |
| Клуб               | Лига             | Сезон            | Игры | Голы | Игры     | Голы     | Игры  | Голы  | Игры        | Голы        | Игры  | Голы  |
| ------------------ | ---------------- | ---------------- | ---- | ---- | -------- | -------- | ----- | ----- | ----------- | ----------- | ----- | ----- |
| Сан-Хосе Эртквейкс | MLS              | 2010             | 3    | 0    | 0        | 0        | —     | —     | —           | —           | 3     | 0     |
| Сан-Хосе Эртквейкс | MLS              | 2011             | 9    | 0    | —        | —        | —     | —     | —           | —           | 9     | 0     |
| Сан-Хосе Эртквейкс | MLS              | 2012             | 33   | 1    | 2        | 0        | 2     | 0     | —           | —           | 37    | 1     |
| Сан-Хосе Эртквейкс | MLS              | 2013             | 26   | 1    | —        | —        | 1     | 0     | 4           | 0           | 31    | 1     |
| Сан-Хосе Эртквейкс | Итого            | Итого            | 71   | 2    | 2        | 0        | 3     | 0     | 4           | 0           | 80    | 2     |
| Тампа-Бэй (аренда) | USSF D-2         | 2010             | 5    | 0    | —        | —        | —     | —     | —           | —           | 5     | 0     |
| Тампа-Бэй (аренда) | NASL             | 2011             | 2    | 0    | —        | —        | —     | —     | —           | —           | 2     | 0     |
| Тампа-Бэй (аренда) | Итого            | Итого            | 7    | 0    | —        | —        | —     | —     | —           | —           | 7     | 0     |
| Торонто            | MLS              | 2014             | 31   | 0    | —        | —        | 3     | 0     | —           | —           | 34    | 0     |
| Торонто            | MLS              | 2015             | 32   | 2    | 1        | 0        | 2     | 0     | —           | —           | 35    | 2     |
| Торонто            | MLS              | 2016             | 31   | 5    | 6        | 0        | 3     | 0     | —           | —           | 40    | 5     |
| Торонто            | MLS              | 2017             | 28   | 8    | 5        | 0        | 3     | 0     | —           | —           | 36    | 8     |
| Торонто            | MLS              | 2018             | 21   | 1    | —        | —        | 4     | 0     | 5           | 0           | 30    | 1     |
| Торонто            | MLS              | 2019             | 28   | 1    | 4        | 0        | 4     | 0     | 2           | 0           | 38    | 1     |
| Торонто            | MLS              | 2020             | 15   | 0    | 0        | 0        | —     | —     | —           | —           | 15    | 0     |
| Торонто            | MLS              | 2021             | 21   | 0    | —        | —        | 1     | 0     | 3           | 1           | 25    | 1     |
| Торонто            | Итого            | Итого            | 207  | 17   | 16       | 0        | 20    | 0     | 10          | 1           | 253   | 18    |
| Всего за карьеру   | Всего за карьеру | Всего за карьеру | 285  | 19   | 18       | 0        | 23    | 0     | 14          | 1           | 340   | 20    |

Источники: Transfermarkt, Soccerway, worldfootball.net.

### Международная
| Команда | Год   | Игры | Голы |
| ------- | ----- | ---- | ---- |
| США     |       |      |      |
| 2013    | 1     | 0    |      |
| 2017    | 2     | 0    |      |
| 2018    | 1     | 0    |      |
| Всего   | Всего | 4    | 0    |

Источник: National Football Teams.

## Достижения
Командные
 Сан-Хосе Эртквейкс
- Победитель регулярного чемпионата MLS: 2012

 Торонто
- Чемпион MLS (обладатель Кубка MLS): 2017
- Победитель регулярного чемпионата MLS: 2017
- Победитель Первенства Канады: 2016, 2017, 2018

 сборная США
- Обладатель Золотого кубка КОНКАКАФ: 2017

Индивидуальные
- Участник Матча всех звёзд MLS: 2012
- Член символической сборной MLS: 2017